# Seznam chráněných území v okrese Partizánske
Toto je seznam chráněných území v okrese Partizánske aktuální k roku 2015, ve kterém jsou uvedena chráněná území v oblasti okresu Partizánske.
| Kód | Obrázek            | Typ | Název             | Rozloha (ha) | Galerie Commons                                                    | Popis území | Souřadnice                       |
| --- | ------------------ | --- | ----------------- | ------------ | ------------------------------------------------------------------ | --- | -------------------------------- |
| 928 | Brodziansky park   | CHA | Brodziansky park  | 6,7020       | Kategorie „Brodziansky park (Protected site)“ na Wikimedia Commons | Historický park založený koncem 19. století v přírodně-krajinářském slohu v blízkosti renesančně-barokního kaštela. Rostou zde i jedinci cizokrajných druhů dřevin. | 48°36′36″ s. š., 18°20′29″ v. d. |
| 33  |                    | PR  | Dobrotínske skaly | 4,3900       |                                                                    | |                                  |
| 54  |                    | PR  | Chynoriansky luh  | 44,3600      |                                                                    | |                                  |
| 112 |                    | PP  | Nitrica           | 2,9600       |                                                                    | |                                  |
| 186 | Pohled na lokalitu | PR  | Veľký vrch        | 47,6132      | Kategorie „Veľký vrch (nature reserve)“ na Wikimedia Commons       | Vzácná teplomilná společenstva rostlin a živočichů, některé z nich zde dosahují severní hranice svého rozšíření. Území je využíváno pro vědeckovýzkumné účely       | 48°38′48″ s. š., 18°27′13″ v. d. |